# Giovanni Battista Piazzetta
Giovanni Battista Piazzetta, conegut com a Giambattista Piazzetta, (Venècia, 13 de febrer de 1682 - Venècia, 28 d'abril de 1754) fou un pintor, il·lustrador, dissenyador, dibuixant italià.
La seva primera formació la va rebre del seu pare, Giacomo, amb l'escultura en fusta, i posteriorment rebé la influència del pintor Silvestro Manigo i especialment d'Antonio Molinari, pintor tenebrista influït per Luca Giordano. Amb vint anys realitza un viatge a Bolonya i rep l'impacte de les obres de Carracci, Guercino i Crespi. Cap al 1705 retorna a Venècia i el 1711 hi ha constància de la seva pertinença a la confraternitat de pintors d'aquesta ciutat.
Piazzetta es pot considerar com el representant de l'escola veneciana del segle xviii, a la qual va pertànyer més endavant Giovanni Battista Tiepolo. La seva pintura va rebre una certa influència de Caravaggio. A més de pintor fou també un gran dibuixant i el 1750 va ser el fundador d'una acadèmia de pintura reconeguda oficialment per la república veneciana. Durant la dècada de 1720 Piazzetta s'estableix i és considerat com un dels pintors religiosos més prestigiosos de Venècia i el 1727 es converteix en membre de l'Acadèmia Clementina de Bolonya. En 1750 és nomenat director de l'Escola de Nu de l'Acadèmia de Venècia i a partir d'aquest moment comença a rebre encàrrecs de tot Europa i la seva reputació acaba fent-se internacional.

## Obres
- Cap de jove / Cap d'ancià, carbonet, clarió sobre paper agrisat, 344 x 241 mm, 1746
- Bust de noia, clarió i llapis negre sobre paper, 382 x 302 mm